# Acerina (aborigen)
Acerina es un antropónimo aborigen de la isla de La Palma atribuido a la esposa del caudillo Tanausú, conocido por ser el último rey de la isla que se resistió a la conquista europea de la misma a finales del siglo xv.
Para el profesor Juan Álvarez Delgado el nombre Acerina sería una voz inventanda en base al topónimo Aceró —nombre aborigen de la Caldera de Taburiente—.

## Biografía
El nombre de Acerina y la historia asociada a ella no aparecen en las fuentes históricas tradicionales. La primera referencia se debe a Benigno Carballo Wangüemert quien recoge en su obra Las Afortunadas: viaje descriptivo a las islas Canarias publicada en 1862 un supuesto romance tradicional palmero que escuchó cantar a unos pastores de la Caldera de Taburiente. En 1863 sería publicada la obra novelesca de Antonio Rodríguez Lorenzo titulada Vacaguaré! (quiero morir!) Leyenda palmera, en la que el autor desarrolla la historia del romance.
Leyenda de Acerina

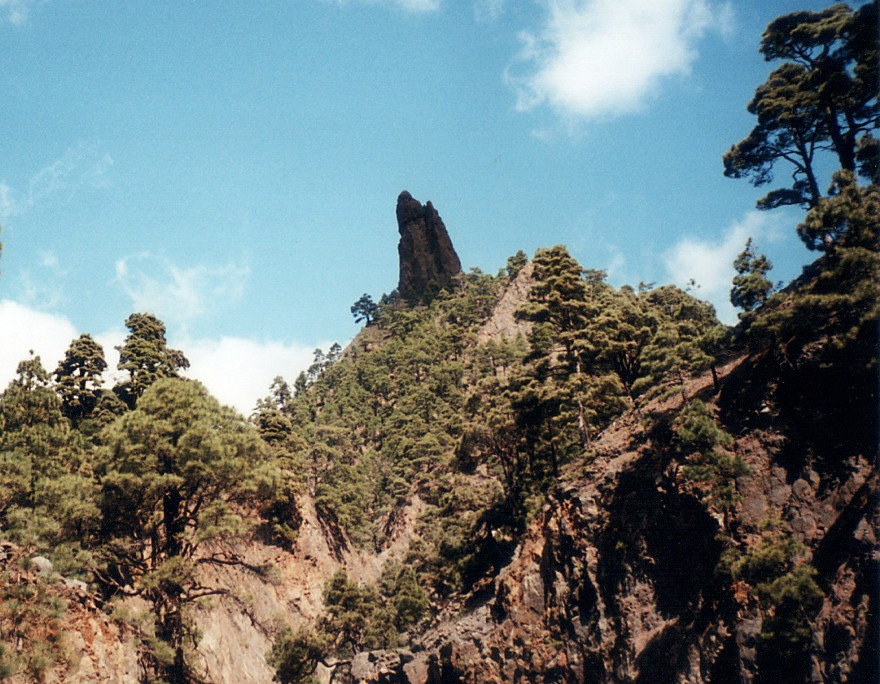
Roque de Idafe, lugar donde se lleva a cabo el juramento de los reyes y la decisión de Acerina.

El romance mencionado cuenta cómo los reyes Tenacen —Tanausú— y Mayantigo se disputaron durante mucho tiempo el amor de la joven Acerina, hasta que esta los cita en la meseta de Taburiente haciéndoles jurar que no se atacarían y comunicándoles su decisión de elegir como esposo a Tanausú.
La leyenda novelada por Rodríguez Lorenzo añade que estos hechos ocurren durante la conquista de la isla por los castellanos al mando de Alonso Fernández de Lugo. Describe cómo Acerina desprecia a Mayantigo por haberse rendido a los conquistadores, y este le recuerda una profecía de los adivinos de que «una misma gruta será la morada de Mayantigo y Acerina». Cuando Mayantigo se retira se encuentra con Tanausú, entablándose un combate entre ellos, que detiene Acerina. La joven convoca a los dos reyes a acudir al roque de Idafe y jurar allí que nunca volverían a luchar entre ellos por su causa. Asimismo, Mayantigo pide a Acerina que jure a cuál de los dos elige. Al llegar al roque sagrado, los reyes hacen su juramento y Acerina elige a Tanausú como esposo.
Poco después de celebrarse la boda se suceden combates entre Tanausú y sus guerreros y las tropas conquistadoras. Finalmente, Tanausú es apresado por Alonso de Lugo y embarcado como prisionero, muriendo durante el trayecto. Acerina, desconsolada por la desaparición de Tanausú, hace que Mayantigo la emparede dentro de una cueva para morir. Más tarde, el propio Mayantigo se interna en dicha cueva dando así cumplimiento a la profecía.